# Heinz Prechtl
Heinz Friedrich Rudolf Prechtl (* 6. Juli 1927 in Wien; † 3. Juli 2014 in Graz; auch H.F.R. Prechtl) war ein österreichischer Forscher, Mediziner, Zoologe und Anthropologe. Er wurde mit 35 Jahren Universitätsprofessor.

## Leben
Heinz Prechtl, der bereits mit elf Jahren beschlossen hatte, „Forscher“ zu werden, litt regelmäßig unter „Halsentzündung“, ein Vorwand, der es ihm gestattete, anstatt die Schule zu besuchen, Tiere im Zoo Schönbrunn zu beobachten und zu zeichnen, oder bereits als 17-Jähriger Vorlesungen der Medizin zu hören.
Eine Fliegerbombe, die ihm während eines Bombardements durch die Detonation eine schwere Armnervenverletzung der rechten Schulter zufügte, rettete ihm das Leben; seine Karriere als Tierzeichner war vorzeitig beendet, er konnte jedoch wegen seiner Verletzung nicht mehr an die Front einberufen werden. Prechtl maturierte 1946 und absolvierte sowohl das Studium der Medizin als auch der Zoologie und Anthropologie. An seiner Seite war Ilse Zachau, eine junge Zoologiestudentin, die ihn mit Otto König bekanntmachte, für den die beiden bis 1947 am Wilhelminenberg arbeiteten.
Es herrschte bittere Not im zerbombten Wien. Ilse und Heinz heirateten 1948, sie wohnten bei Konrad Lorenz in Altenberg. Als dieser ein Max Planck-Institut in Buldern bekam, nahm er die beiden jungen Forscher mit den Worten „Ihr habt mit mir gehungert, jetzt sollt Ihr mit mir zu fressen bekommen!“ mit. Damals gehörten auch Irenäus Eibl-Eibesfeldt und Wolfgang Schleidt zum Kreis um Konrad Lorenz. Nico Tinbergen beeinflusste die Arbeiten des jungen Heinz Prechtl. Eine Zeit der intensiven Arbeit begann. Privat vergrößerte sich die Familie, (Originalton Konrad Lorenz: „Kaum gibt man ihnen zu fressen, beginnen sie zu züchten!“) um Tochter Kiki, geboren 1952 in Münster.
Heinz Prechtl erhielt das Angebot, Mitarbeiter von Drooglever Fortyn an der Universitätsklinik für Neurologie in Groningen (NL) zu werden. Er sollte 38 Jahre in den Niederlanden bleiben. Prechtl, der seinen ersten Vortrag 1947 an der Wiener Urania zum Thema „Tierbeobachtungen“ gehalten hatte, veröffentlichte seit 1949 über 400 medizinische Publikationen.
Ein Vortrag beim internationalen Neurologen-Kongress in Wien 1965 führte ihn zu der Erkenntnis, dass sich das menschliche Gehirn in verschiedenen Lebensaltern unterschiedlich verhält. Dies gab den Anstoß für die Begründung eines neuen medizinischen Fachgebietes, der Entwicklungsneurologie. Er begründete dieses Fach nicht nur, sondern erforschte und beschrieb als Erster fetale und frühkindliche Bewegungs- und Verhaltensmuster. Schon früh nützte er die filmische Dokumentation für seine Beobachtungen.
Sein wissenschaftliches Leben verlief ungetrübt, privat musste er schwere Schicksalsschläge ertragen: Seine Frau Ilse, die ihm drei Töchter geschenkt hatte, verstarb 1971. Seine zweite Frau Inga, mit der von 1972 bis 1991 verheiratet war, erlag ebenfalls einer schweren Krankheit.
Heinz Prechtl zog 1993 nach seinem Emeritierung nach Graz, wo er mit Christa Einspieler als Gastprofessor und danach als Honorarprofessor des physiologischen Institutes wichtige Forschungsarbeiten für die Prechtl-Methode verrichtete. Gemeinsam untersuchten sie Hunderte von Säuglingen und Kleinkindern und berichteten von ihren Ergebnissen Ärzten  und Therapeuten in der ganzen Welt. Die bisher wichtigste Arbeit zu diesem Thema wurde 1997 in der medizinischen Zeitschrift The Lancet veröffentlicht.
Heinz Friedrich Rudolf Prechtl verstarb am 3. Juli 2014 in Graz.

## Leistungen
In der  Zeit als Ordinarius des Instituts für Entwicklungsneurologie der Universität Groningen gelang es ihm, eine Methode zu entwickeln, die es gestattet, durch Filmen von Säuglingen und deren Bewegungsmustern ihre weitere Entwicklung zu beurteilen. Die sog. „Prechtl-Methode“, mittlerweile von Prechtl und seinen Mitarbeitern überprüft und auf der ganzen Welt verbreitet, gestattet mit einer Sicherheit von 96 % den Ausschluss oder die Prognose der Entstehung einer späteren Cerebralparese.
Prechtl fand das sog. „Prechtl-Syndrom“, eine choreatiforme Bewegungsstörung, die im Kindergartenalter manifest wird und mit unwillkürlichen (nicht gewollten und nicht beeinflussbaren) Muskelzuckungen der Augenmuskel und der Muskel des oberen Schultergürtels und der Arme einhergehen kann. Diese, bereits 1957 von ihm erstmals in der Wiener Medizinischen Wochenschrift veröffentlichte geringgradige neurologische Beeinträchtigung kann zu großer Unruhe und schulischen Schwierigkeiten der betroffenen Kinder führen und wird heutzutage oft fälschlich als ADHS diagnostiziert.
Prechtl war der Erfinder des „Optimalitäts-Konzepts“, eine Methode, die es uns gestattet, wissenschaftliche Vergleichsanalysen aufgrund der positiven Parameter, anstatt des Fehlens derselben, durchzuführen.

## Ehrungen
Neben vielen internationalen Auszeichnungen verliehen ihm zwei Universitäten die medizinische Ehrendoktorwürde (Genua und Graz), zu Ehren seiner wissenschaftlichen Arbeit wurde Heinz Prechtl 1991 von Königin Beatrix der Niederlande als Ritter des Orden vom Niederländischen Löwen ausgezeichnet.